# Rungia tristichantha
Rungia tristichantha är en akantusväxtart som beskrevs av Cornelis Eliza Bertus Bremekamp. Rungia tristichantha ingår i släktet Rungia och familjen akantusväxter. Inga underarter finns listade i Catalogue of Life.